# Салваторе Джулиано
 Тази статия е за италианския престъпник.  За филма вижте Салваторе Джулиано (филм).  
Салваторе Джулиано (на италиански: Salvatore Giuliano) е легендарен сицилиански бандит и сепаратист.

## Биография
Той е роден на 16 ноември 1922 г. в Монтелепре, Сицилия, в селско семейство. През 1943 г. убива полицай при опит да го арестуват за незаконна търговия с храни. Тогава той преминава в нелегалност и организира своя банда, която извършва нападения, като граби, убива и взема заложници с цел изнудване на богати фермери, търговци и предприемачи. Сепаратистката пропаганда го сравнява е с Робин Худ. През следващите години групата на Джулиано влиза в чести сблъсъци с полицията, а сепаратисткото Движение за независимост на Сицилия го обявява за полковник. Има идея Сицилия да се отдели от Италия и да стане щат на САЩ. По този повод бандитът изпраща писмо до президента Хари Труман, молейки за помощ и оръжие за извоюване независимостта на Сицилия. На бандата на Джулиано се приписва Клането в Портела дела Джинестра, при което по време на първомайска демонстрация са убити 11 участници и са ранени 27. Общият брой на жертвите на бандита Джулиано се изчислява на впечатляващата цифра от 430.
Салваторе Джулиано е убит на 5 юли 1950 година при неясни обстоятелства в Кастелветрано.
Животът на Джулиано е в основата на италианския филм „Салваторе Джулиано“, романа на Марио Пузо „Сицилианецът“ и неговата едонименна филмова адаптация.